# Socialismo Democrático (Cile)
Socialismo Democrático (SD) è stata una coalizione elettorale del Cile. È composto dal Partito Socialista del Cile, Partito per la Democrazia, Partito Radicale del Chile, Partito Liberale del Cile e dal movimento politico Nuevo Trato.
Dall'11 marzo 2022 fa parte del governo di Gabriel Boric insieme ad Apruebo Dignidad.

## Componenti
| Logo | Partito                     | Presidente          |
| ---- | --------------------------- | ------------------- |
|      | Partito Socialista del Cile | Paulina Vodanovic   |
|      | Partito per la Democrazia   | Natalia Piergentili |
|      | Partito Radicale del Cile   | Leonardo Cubillos   |
|      | Partito Liberale del Cile   | Patricio Morales    |
|      | Nuevo Trato                 | Pablo Vidal         |